# گردباد (کمیک)
گردباد (کمیک) (به انگلیسی: Whirlwind) یک شخصیت تخیلی و ابرتبه‌کارانه در کتاب‌های کامیک می‌باشد. این کاراکتر به دست استن لی و جک کربی خلق شده و در قصه‌های برای تحیر شماره ۵۰ام (دسامبر ۱۹۶۳) معرفی شد.
وی همچنین عضو گروه‌های خلافکارانه‌ای چون صاعقه‌ها و استادان شیطان است.
جدا از کتاب‌های کامیک، شرکت مارول از گردباد (کمیک) در دیگر کالاهای خود از جمله پوشاک، اسباب‌بازی، ورق بازی، انیمیشن‌های تلویزیونی و بازی‌های رایانه‌ای استفاده کرده‌است.